# Gala Éluard Dalí
Gala Éluard Dalí (Kazan, 7 de setembro de 1894 – Portlligat, 10 de junho de 1982), mais conhecida simplesmente como Gala, foi a esposa, primeiro, de Paul Éluard, depois de Salvador Dalí, e uma inspiração para eles e muitos outros escritores e artistas.

## Biografia
Gala nasceu Elena Ivanovna Diakonova, em Kazan, Kazan Governorate, Império Russo, em uma família de intelectuais. Entre seus amigos de infância estava a poetisa Marina Tsvetaeva. Ela começou a trabalhar como professora em 1915, quando estava vivendo em Moscou.
Em 1912, ela foi enviada para um sanatório em Clavadel, Suíça, para o tratamento da tuberculose. Ela conheceu Paul Éluard enquanto na Suíça e se apaixonou por ele. Ambos tinham 17 anos. Em 1916, durante a I Guerra Mundial, ela viajou da Rússia para Paris para se reunir com ele, se casaram um ano depois. Sua filha, Cécile, nasceu em 1918. Gala detestava a maternidade, maltratando e ignorando sua filha. Com Éluard, Gala envolveu-se com o movimento surrealista. Foi uma inspiração para muitos artistas, incluindo Éluard, Louis Aragon, Max Ernst e André Breton. Breton depois a desprezou, alegando que ela era uma influência destrutiva sobre os artistas com quem fez amizade. Ela, Éluard e Ernst passaram três anos em um relacionamento, entre 1924 e 1927. No início de agosto de 1929, Éluard e Gala visitaram um jovem pintor surrealista na Espanha, o emergente Salvador Dalí. Um caso rapidamente se desenvolveu entre Gala e Dalí, que era cerca de 10 anos mais jovem do que ela. No entanto, mesmo após a separação de seu casamento, Éluard e Gala continuaram a estar perto.
Depois de viverem juntos desde 1929, Dalí e Gala se casaram em uma cerimônia civil em 1934, e em uma cerimônia católica em 1958, em Montrejic. Precisaram receber uma dispensa especial do papa, porque Gala já havia sido casada anteriormente. Devido a sua suposta fobia a genitálias femininas, Dalí teria dito que era virgem quando se encontraram na Costa Brava, em 1929. Por essa época ela teve miomas uterinos, para os quais ela se submeteu a uma histerectomia em 1936.
No início dos anos 1930, Dalí começou a assinar seus quadros com seu nome como "É principalmente com o seu sangue, Gala, que eu pinto minhas imagens". Ele afirmou que Gala atuou como sua agente, e lhe ajudado a redirecionar seu foco. Segundo a maioria dos relatos, Gala tinha um forte impulso sexual e ao longo de sua vida teve vários casos extraconjugais (entre eles, com seu ex-marido Paul Éluard), que Dalí incentivava, pois era um praticante do candaulismo. Ela tinha uma predileção por jovens artistas, e na sua velhice, muitas vezes deu presentes caros para àqueles associados a ela.

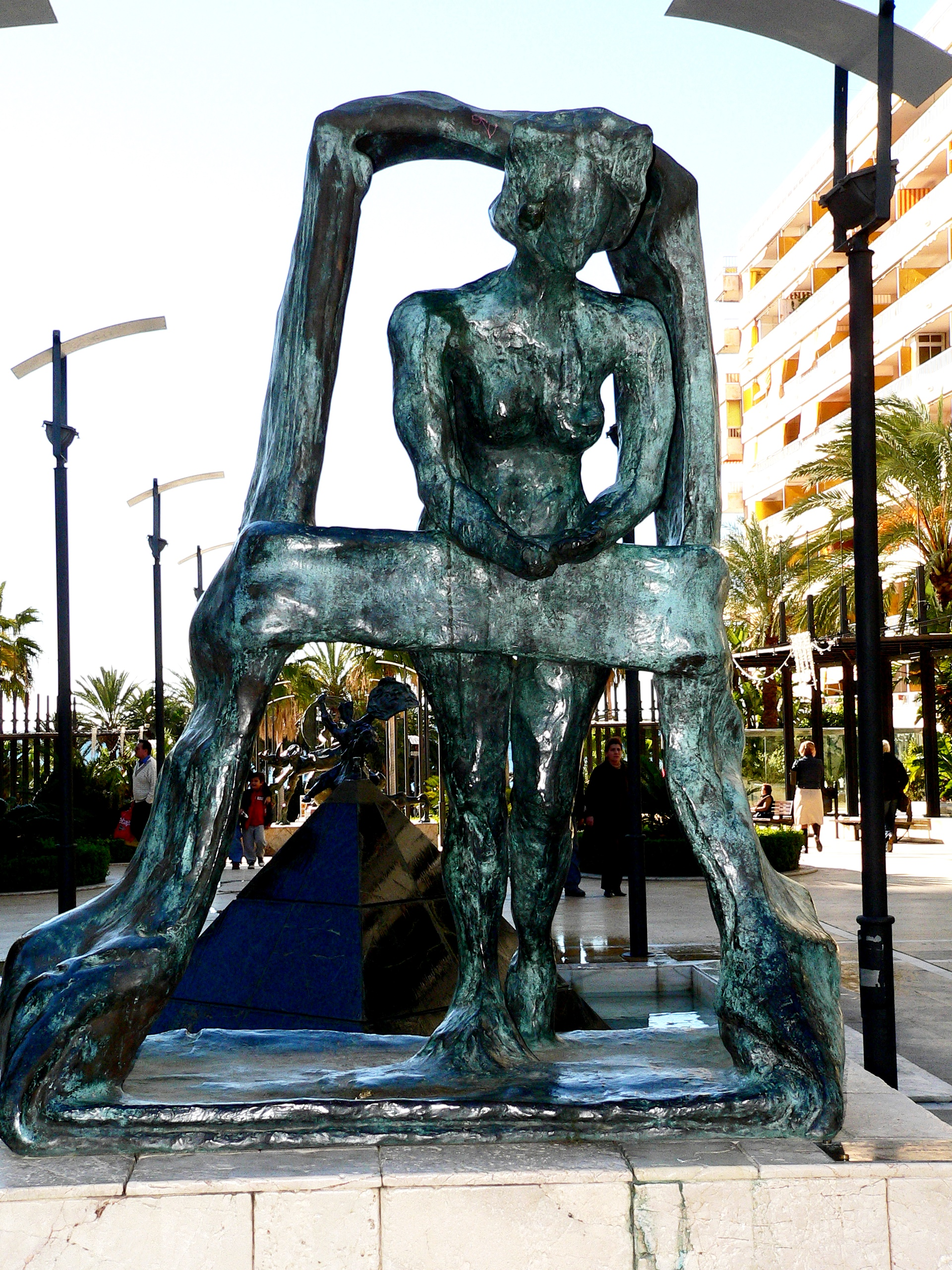
Gala asomada a la ventana ("Gala inclinada para fora da janela"), escultura de Dalí, em Marbella

Em seus setenta anos, teve um relacionamento com o cantor de rock Jeff Fenholt. Ela supostamente cumulou-o de presentes, incluindo pinturas de Dalí e uma casa de milhões de dólares em Long Island. Fenholt mais tarde se tornou um televangelista. Ela morreu em Port Lligat no início da manhã de 10 de junho de 1982, aos 87 anos, e foi enterrada no Castelo de Púbol em Girona, propriedade que Dalí havia comprado para ela.
Gala é uma modelo frequente na obra de Dalí, muitas vezes em papéis religiosos, como a Virgem Maria na pintura A Madona de Port Lligat. Suas pinturas mostram seu grande amor por ela, e algumas são, talvez, as representações mais carinhosas e sensuais de uma mulher de meia-idade na arte ocidental. Entre as pinturas em que ela serviu de modelo são: Monumento Imperial para a criança-mulher, Gala; Memória da mulher-criança, o Angelus de Gala; Gala e "O Angelus" de Millet antes da chegada iminente do Anamorphoses cónicas; Guilherme Tell e Gradiva; A Velhice de Guilherme Tell, A Descoberta da América por Cristóvão Colombo, O Concílio Ecumênico; Corpus Hypercubus; Galatea das Esferas, e outros.
Em Retrato de Galerina, face (1940-1945) Gala é mostrada grave e de confronto, seu seio descoberto servia para descrever o pão, e a serpente no braço, um presente do patrocinador de Dalí, Edward James.